# Miss Europe 2016

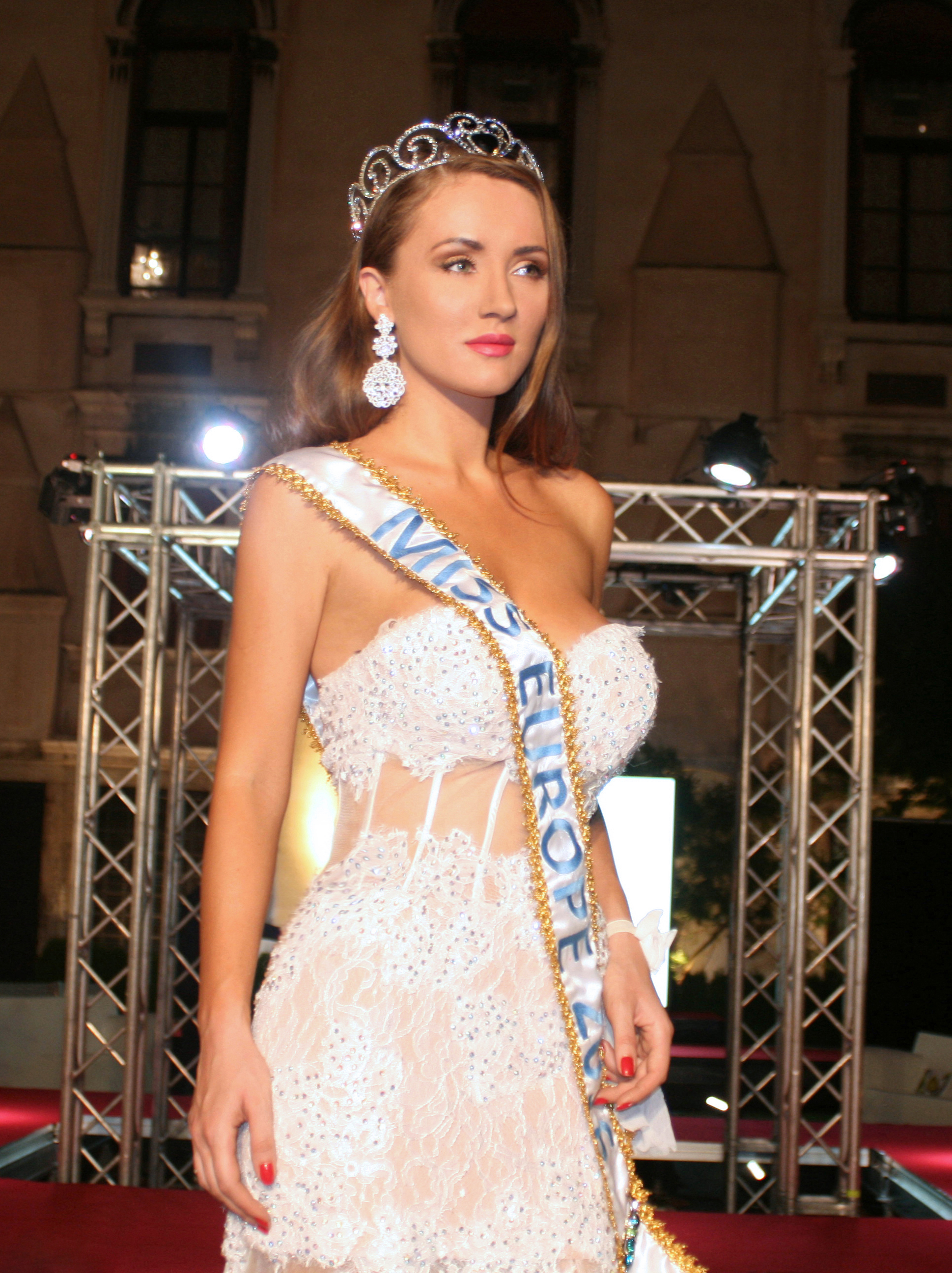
Miss Europe 2016, Diana Starkova. Sie vertrat dort Frankreich.

Der Wettbewerb um die Miss Europe 2016 war der erste, den die Miss Europe Organization (MEO) durchführte. Sie hatte ihren Sitz zunächst in London und verlegte ihn 2017 nach Edinburgh.
Die Schönheitskonkurrenz war von 2007 bis 2015 nicht ausgetragen worden. Eine Kontinuität zu den Wettbewerben eines früheren Veranstalters und zu dessen Siegerinnen soll offensichtlich die Krone herstellen, die die Gewinnerin erhält. Sie wird auf der Webseite der Miss Europe Organization einerseits so ausführlich beschrieben, als sei sie neu angefertigt. Anderseits erfolgt ein Hinweis, dass bereits die Misses ab 2003 sie getragen haben.
Die Kandidatinnen waren in ihren Herkunftsländern von nationalen Organisationskomitees ausgewählt worden, die mit der MEO Lizenzverträge abgeschlossen hatten.
Die Veranstaltung fand am 12. März 2016 in der libanesischen Hauptstadt Beirut statt. Die Zahl der Bewerberinnen ist unbekannt.
| Land           | Name           | Andere Schreibweisen                                   | Teilnahme an weiteren Wettbewerben |
| -------------- | -------------- | ------------------------------------------------------ | --- |
| Platzierungen  |                |                                                        | |
| 1. Frankreich  | Diana Starkova | Діана Старкова (ukrainisch), Диана Старкова (russisch) | Miss Ukraine 2007: Siegerin, Miss Intercontinental 2007: Top 16 (für die Ukraine), Miss Asia Pacific World 2011: Siegerin nach Disqualifikation (für die Ukraine) |
| 2. Deutschland | ?              |                                                        | |
| 3. Lettland    | ?              |                                                        | |

## Kritik
Die Angaben auf der Internetseite des Veranstalters über den Wettbewerb sind äußerst dürftig. Es werden nicht, wie üblich, die Namen der weiteren Platzierten genannt, geschweige denn Namen und Herkunftsländer der sonstigen Kandidatinnen. Nicht einmal die Anzahl der Teilnehmerinnen wird erwähnt.
Nach dem Wettbewerb wurde die Internetseite misseurope.info abgeschaltet und ging im Herbst 2016 als misseurope.eu wieder ans Netz.